# 뱀파이어 나이트
《뱀파이어 나이트》(ヴァンパイアナイト/Vampire Night)는 2001년에 남코(현 반다이남코게임스)가 발매한 아케이드 건 슈팅 게임. 세가와 남코가 공동 개발했다. 가정용으로서 「건콘 2 대응 소프트 제2탄」으로서 플레이스테이션 2에 이식·발매되고 있다. 적이 좀비가 아닌 흡혈귀란 점이 이색적이었지만 그리 큰 인기는 끌지 못했고 닌자 어썰트와는 다르게 국내에는 정발되지 않았다.

## 등장인물
미셸
알버트
캐롤라인

### 아우구스트와 사천왕(보스)
아우구스트
바르테르미
기욤
라울
다이아네

### 스테이지별 등장 뱀파이어
레인저
모코모코
섀도우
핏치
벤츄러
트릭커
크로스
이그나이티드
니드
시클
슬라이서
메이지
크래쉬
스크리머
미니온
사코마

## 그 외
- 뱀파이어 온라인 게임 다크에덴의 월페이퍼(여기[깨진 링크(과거 내용 찾기)])에서 최종보스 아우구스트를 볼 수 있다.